# Castlereagh River
Castlereagh River är ett vattendrag i Australien. Det ligger i delstaten New South Wales, i den sydöstra delen av landet, omkring 530 kilometer nordväst om delstatshuvudstaden Sydney.
Omgivningarna runt Castlereagh River är i huvudsak ett öppet busklandskap. Trakten runt Castlereagh River är nära nog obefolkad, med mindre än två invånare per kvadratkilometer. Genomsnittlig årsnederbörd är 442 millimeter. Den regnigaste månaden är februari, med i genomsnitt 90 mm nederbörd, och den torraste är oktober, med 1 mm nederbörd.